# フィールドワークス
株式会社フィールドワークス（フィールドワークス）は、東京都渋谷区恵比寿に本社を置く、主に映像コンテンツの企画や制作を行なう企業である。

## 概要・沿革
1999年設立。「映像コンテンツの市場性を計る羅針盤」になることを目指し、マーケティングデータやリサーチ結果の分析を行っている。また、2000年以降はallcinemaのバナー広告代理店である。
特に、海外作品の日本語吹き替えに関する事業には大きく力を入れている。以下はその主な内容である。
- 過去にテレビ放送され、後に権利元が紛失した吹き替え音源を、公式サイトで公募した一般視聴者の録画・録音から復元し、再放送やソフト収録に結びつける作業やその協力[2][3]。2002年から長年にわたり行っており、関わった作品は200作以上となっている[4]。公募していない音源も、制作年が古いなど貴重なものであれば提供は可能である。
- クラウドファンディングを利用しての日本語吹替版制作。「『洋画劇場全盛期』のような豪華な配役」になることを目標としている[5]。
- ネット上で人気が高い『コマンドー』テレビ朝日版吹替を劇場公開（企画と協力）[6]。
- 吹替版制作関連の4団体（日本俳優連合・日本音声製作者連盟・日本芸能マネージメント事業者協会・日本声優事業社協議会）が実施するサイト「ふきカエル大作戦!!」の企画協力。

## 主に吹き替え復元・ソフト化に携わった作品

### 映画

#### ビデオソフトシリーズ
それぞれ一部作品を除く。
- 吹替の帝王[7] ※サイトの企画協力および運営も担当。
- 吹替の名盤
- 吹替の力
- 思い出の復刻版
- 007 TV吹替初収録 特別版DVDシリーズ ※『慰めの報酬』はキングレコード版吹替の製作も行った。

#### 作品
- 愛の嵐 ※日本テレビ版
- 赤い河
- 暁の用心棒
- 悪魔の墓場
- 悪魔のようなあなた
- アンタッチャブル ※テレビ東京版
- 家
- 怒りの荒野
- イルカの日 ※NETテレビ版
- インフェルノ
- ウィラード
- 噂の二人
- エクスタミネーター
- エクスタミネーター2
- エルミネーター
- エレファント・マン
- エンゼル・ハート
- 王様と私 ※東京12ch版
- 狼の挽歌
- 狼は天使の匂い
- オール・ザット・ジャズ ※テレビ朝日版
- お嬢さん、お手やわらかに!
- 怪奇な恋の物語
- カサノバ
- カトマンズの男 ※東京12ch版
- 華麗なる相続人
- 眼下の敵 ※テレビ朝日版
- キックボクサー
- キャット・ピープル
- キラークラウン
- キングコング (1976年の映画)
- 禁じられた遊び ※テレビ朝日版
- グーニーズ ※TBS版、初回放送時のもの。
- 唇からナイフ
- 暗闇にベルが鳴る
- クリスタル殺人事件
- クリスマス・ツリー ※日本テレビ版
- 黒いチューリップ ※東京12ch（短縮）版
- クロウ/飛翔伝説 ※テレビ東京版
- 荒野の大活劇
- 荒野の墓標
- 荒野の用心棒 ※TBS新版、テレビ朝日版
- ゴースト/血のシャワー
- コーラスライン
- コマンチェロ
- 殺しが静かにやって来る
- コンボイ
- 最後の標的
- サイレント・パートナー
- サウンド・オブ・ミュージック ※NETテレビ版、フジテレビ版
- 砂塵に血を吐け
- サスペリア ※TBS版
- ザ・デブス
- サテリコン
- ザ・パッセージ/ピレネー突破口
- サブウェイ・パニック
- ザ・フォッグ
- 三銃士
- 四銃士
- ジェイコブズ・ラダー
- ジェット・ローラー・コースター ※日本テレビ版
- 地獄のバスターズ
- 地獄のマッドコップ
- 史上最大の作戦 ※NETテレビ版
- 史上最悪のボートレース ウハウハザブーン
- 七人の特命隊
- 死にゆく者への祈り
- シビルの部屋
- 死への逃避行
- シャラコ
- 正午から3時まで
- 少林寺への道
- ジョニー・ハンサム
- 白い家の少女
- 白い肌の異常な夜
- 新・脱獄の用心棒
- スーパー・マグナム
- スクワーム
- スコルピオ
- スペース・サタン
- ゼイリブ
- 戦争の犬たち
- 戦慄!呪われた夜
- 続・荒野の用心棒 ※テレビ東京版
- 続・夕陽のガンマン ※NETテレビ版、初回拡大放送時のもの。
- ゾンビ
- ダーティ・ダンシング
- ダイヤモンドの犬たち
- 太陽がいっぱい ※フジテレビ版、テレビ朝日版
- タッカー
- チェンジリング
- 地下鉄のザジ
- チャタレイ夫人の恋人
- チャプリンのライムライト ※TBS版、ただしラスト10分以降が欠落している。
- 超高層プロフェッショナル
- ディア・ハンター
- ティーン・ウルフ
- デビルズ・ゾーン
- デューン/砂の惑星
- トイ・ソルジャー ※VHS版
- ドリームスケープ
- ドリームチャイルド
- ニア・ダーク/月夜の出来事
- ニューヨーク1997
- バーニング
- ハイランダー2 甦る戦士
- バカルー博士の超次元アドベンチャー
- バタリアン
- バトルトラック
- バニシング
- パニック・イン・スタジアム ※日本テレビ版
- パニッシャー
- パピヨン
- パラダイム
- ハワード・ザ・ダック/暗黒魔王の陰謀 ※フジテレビ版
- バンデットQ
- ヒート
- ひきしお
- ビバ!マリア ※TBS新版
- ビルとテッドの地獄旅行 ※テレビ東京版
- ピンクの豹 ※NETテレビ版
- フェラーリの鷹
- フェリーニのアマルコルド
- フューリー
- ブラジルから来た少年
- フラッシュ・ゴードン ※テレビ朝日版
- プリズン
- ブルースチール
- プロムナイト
- ヘルハウス
- 暴走機関車
- ボーイズ・ボーイズ/ケニーと仲間たち
- ホワイトバッファロー
- マスターズ/超空の覇者 ※テレビ朝日版
- マック
- マッドストーン
- マッドボンバー
- 摩天楼ブルース
- マネキン
- 真夜中の処刑ゲーム
- ミッドウェイ ※TBS版
- ミッドナイトクロス
- ミッドナイト・ラン ※テレビ朝日版
- ミラクルマスター/7つの大冒険
- 面会時間
- モーリス ※テレビ東京版
- 野獣暁に死す ※テレビ東京版
- 許されざる者
- 世にも怪奇な物語
- ラスト・シューティスト ※フジテレビ版
- ラビッド
- ラムの大通り
- ランボー
- ランボー/怒りの脱出
- ランボー3/怒りのアフガン
- リオの男 ※TBS版
- レマゲン鉄橋 ※テレビ東京旧版
- ルチオ・フルチのマーダロック
- ローヤル・フラッシュ
- ロッキー ※初回放送時のもの。
- ロッキー2 ※初回放送時のもの。
- ワーロック ※テレビ朝日版
- 1984
- L.A.コンフィデンシャル※フジテレビ版
- SF/ボディ・スナッチャー
- WANTED／ウォンテッド
- XYZマーダーズ

#### 海外ドラマ・番組
- 俺がハマーだ!
- 火星年代記
- 奇想天外！鉄腕美女ワンダーウーマン
- 原子力潜水艦シービュー号
- サンダーバード
- 世界の料理ショー
- タイムトンネル
- 小さな森の精 あいあむ!スマーフ
- プリズナーNo.6
- X-ファイル特別編／恐怖の猟奇連続殺人

## 未発見の作品
以下は音源が失われ復元のため公募されたものの、発見できなかったり諸事情により公開できなかった作品。
- 愛の狩人 ※テレビ版
- 悪魔のはらわた
- あの胸にもういちど
- アルジェの戦い
- 暗殺者のメロディ※東京12ch版、初回放送など2時間枠で放送されたもの。
- エアポート'75 ※初回拡大放送時のもの。
- エロスの恐慌・影なき絞殺魔
- 王様と私 ※TBS版
- オルカ ※日本テレビ版
- 狩人の夜
- 眼下の敵 ※テレビ朝日版以外
- キャプテン・アメリカ 卍帝国の野望
- クリスマス・ツリー ※TBS版
- 黒いチューリップ ※東京12ch版（初回拡大放送時のもの）、TBS版、NETテレビ版
- グローイング・アップ
- グローイング・アップ2/ゴーイング・ステディ
- グローイング・アップ3/恋のチューインガム
- 恋のマノン
- 国際諜報局 ※初回放送など2時間枠で放送されたもの。
- コマンド戦略 ※NETテレビ版
- さすらいの逃亡者・火を吹く皆殺しのマシンガン
- シンデレラ (1976年の映画) ※テレビ朝日版
- 素晴らしきヒコーキ野郎 ※NHK版
- 世界の料理ショー ※浦野光が吹き替えたものなど[8]
- ゼブラ軍団
- ダーティ・メリー/クレイジー・ラリー ※テレビ東京版
- 大竜巻／サメの海へ突っ込んだ旅客機
- ダウンタウン物語
- チャプリンの殺人狂時代 ※TBS版
- チャップリンの独裁者 ※TBS版
- チャプリンのライムライト ※TBS（全長）版
- 白昼の暴行魔
- パニック・アリゲーター ※フジテレビ版、初回放送など2時間枠で放送されたもの。
- 人喰いアメーバの恐怖 ※フジテレビ版
- ハリーとトント ※初回放送など2時間枠で放送されたもの。
- 東カリブ魔の海域 謎の大型クルーザー遭難
- 昼下がりの情事 ※テレビ版
- ベン
- 真昼の死闘 ※NETテレビ版
- ミズーリ・ブレイク ※初回放送など2時間枠で放送されたもの。
- 南太平洋
- ミラクル・ワールド ブッシュマン ※TBS版
- 夕陽のガンマン ※NETテレビ版、初回拡大放送時のもの。
- 夜の大捜査線 ※日本テレビ版、初回放送など2時間枠で放送されたもの。
- ローズマリー
- ワーグナー/偉大なる生涯
- ワーロック ※NETテレビ版

## 書籍
- 映画・映像業界大研究（産学社）